# Saint-Paul metróállomás
A Saint-Paul egy metróállomás Franciaországban, Párizsban a párizsi metró 1-es metróvonalán. Tulajdonosa és üzemeltetője a RATP.

## Metróvonalak
Az állomást az alábbi metróvonalak érintik:
- 1-es metróvonal

## Kapcsolódó állomások
A metróállomáshoz az alábbi állomások vannak a legközelebb:
- Hôtel de Ville (La Défense, 1-es metróvonal)
- Bastille (Château de Vincennes, 1-es metróvonal)